# Armina cygnea
Armina cygnea is een slakkensoort uit de familie van de Arminidae. De wetenschappelijke naam van de soort is voor het eerst geldig gepubliceerd in 1876 door Bergh.